# Cachoeira Véu de Noiva (Rio Brumado)
A cachoeira Véu de Noiva (ou Cachoeira de Livramento e também Cachoeira do Rio Brumado) é uma queda d'água brasileira localizada no rio Brumado, no município de Livramento de Nossa Senhora, na Bahia. Possuindo 80 metros de altura e quatro saltos em sequência, fica a cinco quilômetros do centro daquela cidade, no sopé da Chapada Diamantina.
Já em janeiro de 1880 o engenheiro Teodoro Sampaio registrou após uma breve parada na então chamada "Vila Velha": "passamos para outra margem do rio Brumado, que aí limita a vila pelo lado leste, depois de contemplarmos, por alguns instantes, a altíssima cascata que aí faz este rio ao descer da chapada, num salto de cerca de duzentos metros de alto. Começamos daí a galgar a serra, a princípio margeando o rio até quase em frente da cascata (...)"